# Булычёво (Пензенская область)
Булычево — село Иссинского района Пензенской области, административный центр Булычевского сельсовета.

## География
Расположено в 8 км на восток от районного центра посёлка Исса, железнодорожная станция Булычево на линии Пенза — Рузаевка

## История
Основано в 1895 г. как станционный поселок на земле московского землевладельца Булычева и его же хутор при станции, который постепенно застраивался окрестным земледельческим населением. В 1896 г. – 4 двора и один постоялый двор, при станции – хутор Булычевой (одно строение, 15 мужчин, 10 женщин). Входило в состав Бутурлинской волости Инсарского уезда Пензенской губернии.
В 1926 г. на станции проживало 26 человек. До конца 1920-х гг. населенный пункт развивался как небольшой станционный поселок. С 1928 года село входило в состав Кисловского сельсовета Иссинского района Пензенского округа Средне-Волжской области (с 1939 года — в составе Пензенской области). В 1930-е годы после организации совхоза «Маяк» и постройки элеватора, приобрел промышленно-сельскохозяйственное значение для Иссинского района. В 1934 г. – центральная усадьба свиноводческого совхоза «Маяк» (153 постоянных рабочих), МТС коноплеводческого направления (в 1934 г. – 43 трактора, численность работников оценочно около 70), колхоз имени Крупской (организован в 1930 г.), в 1940 г. – 58 дворов. В 1955 г. село – центр Кисловского сельсовета, позднее — Булычевского сельсовета. В 1993 г. в Булычево расположены центральная усадьба совхоза «Маяк», элеватор, предприятие «Вольт», 1 фермерское хозяйство (155 га).

## Население
| 1896  | 1926 | 1930 | 1959  | 1979  | 1989  | 1996  |
| ----- | ---- | ---- | ----- | ----- | ----- | ----- |
| 51    | ↗296 | ↘262 | ↗1311 | ↘1199 | ↘1164 | ↘1132 |
| 2002  | 2010 |      |       |       |       |       |
| ↘1030 | ↘981 |      |       |       |       |       |

## Инфраструктура
В селе имеются средняя школа (построена в 1953 году), фельдшерско-акушерский пункт, дом культуры, библиотека, отделение почтовой связи.

## Транспорт
В селе расположена железнодорожная станция «Булычёво» на линии Пенза — Рузаевка, открытая в 1895 году.

## Достопримечательности
В селе расположена Церковь Владимирской иконы Божией Матери (1998).